# Nitrato d'argento (film)
Nitrato d'argento è un film del 1996, ultima opera diretta da Marco Ferreri.

## Trama
Il film ripercorre la storia e l'evoluzione (sia tecnica che artistica) del cinema. Presenta una rassegna dei vari progressi tecnologici (il "muto", l'avvento del sonoro, l'uso del colore), e dei generi (dal western ai primi grandi comici, dalla commedia ai film d'autore, fino ai film sociali, di guerra, "politici"; ai documentari, ai film musicali, alla lirica, alla fantascienza). Vi sono anche molti accenni ai cambiamenti culturali avvenuti nel corso del ventesimo secolo. Il titolo fa riferimento a uno dei composti chimici fotosensibili presenti nelle pellicole fotografiche o cinematografiche.

## Produzione
Sul set del film il regista Pappi Corsicato girò il cortometraggio Argento puro.

## Distribuzione
Fu presentato come evento speciale al festival di Venezia del 1996.